# Scott Tiffoney
Scott Tiffoney (Glasgow, 26 agosto 1998) è un calciatore scozzese, attaccante del Dundee.

## Caratteristiche tecniche
È un'ala sinistra.

## Carriera
Cresciuto nelle giovanili del Greenock Morton, nel 2019 si trasferisce al Livingston in Scottish Premiership.

## Palmarès

### Club

#### Competizioni nazionali
- Scottish League One: 1

Partick Thistle: 2020-2021